# .30-40 Krag
.30-40 Krag, также известный как .30 U.S. или .30 Army — американский винтовочный патрон центрального воспламенения с зарядом из бездымного пороха, разработанный в 90-е годы XIX-го века для замены патрона .45-70 Government. По стандартам того времени считался малокалиберным боеприпасом. В настоящее время рассматривается как боеприпас с неплохой баллистикой и используется для охоты на животных весом до 250 кг.

## Оружие под патрон .30-40 Krag
- Springfield Model 1892–99
- Krag-Jørgensen
- Кольт-Браунинг M1895
- Winchester High-Wall
- Remington Rolling Block
- Winchester Model 1895
- Ruger No. 1
- Ruger No. 3